# Pavel Kadeřábek
Pavel Kadeřábek (Praga, 25 de abril de 1992) é um futebolista profissional tcheco que atua como ala direito. Atualmente, defende o Sparta Praga.

## Carreira
Pavel Kadeřábek fez parte do elenco da Seleção Tcheca de Futebol da Eurocopa de 2016.